# Lista de goleiros artilheiros
Esta é uma lista de goleiros artilheiros.

## Futebol

### Com 20 gols ou mais
| Gols | Nome                   | País        | Anos      | Equipe(s) | Notas |
| ---- | ---------------------- | ----------- | --------- | --- | --- |
| 131  | Rogério Ceni           | Brasil      | 1990–2015 | São Paulo (131) | * Recorde mundial de gols feitos por um goleiro * A IFFHS não computa 2 gols marcados por Ceni em jogos amistosos                                |
| 67   | José Luis Chilavert    | Paraguai    | 1982–2004 | Vélez Sársfield (48), Seleção Paraguaia (8), Peñarol (4), Sportivo Luqueño (4), Guaraní (1), Real Zaragoza (1), Strasbourg (1)                                    | * Recorde mundial de gols feito pela Seleção Nacional por um goleiro (9). * Recorde mundial de gols feito em uma partida por um goleiro (3).     |
| 46   | Jorge Campos           | México      | 1988–2004 | UNAM Pumas, Atlante | * Recorde de gols com bola rolando (43 gols) |
| 45   | Johnny Vegas Fernández | Peru        | 1997–2017 | Sport Boys, Unión Huaral, Universidad San Martín de Porres, FBC Melgar, Sport Áncash, Cienciano, Alianza Atlético, Pacífico, Defensor San Alejandro, Los Caimanes | [ 6 ] |
| 43   | Márcio                 | Brasil      | 2002–2019 | Bahia, Fortaleza, Atlético Goianiense, Goiânia | * Segundo maior goleiro-artilheiro do futebol brasileiro (38 gols)                                                                               |
| 41   | René Higuita           | Colômbia    | 1985–2010 | Seleção Colombiana, Deportivo Rionegro, Guaros, Bajo Cauca, Aucas, Independiente Medellín, Veracruz, Atlético Nacional, Real Valladolid, Millonarios              | * Famoso pela defesa do escorpião contra a Inglaterra em 1995.                                                                                   |
| 35   | Fábio Rampi            | Brasil      | 2008–     | Madureira, Cruzeiro-RS, São Luiz-RS, São José-RS | |
| 32   | Hans-Jörg Butt         | Alemanha    | 1994–2012 | VfB Oldenburg, Hamburg, Bayer Leverkusen, Bayern de Munique | * Recorde de gols de pênalti em uma liga profissional europeia (Bundesliga) * 3 gols marcados na UEFA Champions League (recorde para um goleiro) |
| 31   | Misael Alfaro          | El Salvador | 1988–2010 | Luis Ángel Firpo, San Salvador, Águila, Alianza, Metapán | [ 4 ] |
| 26   | Fernando Patterson     | Costa Rica  | 1993–2012 | Xelajú, Cobán Imperial, Puntarenas, Ramonense | [ 9 ] |
| 26   | Dragan Pantelić        | Iugoslávia  | 1971–1985 | Seleção Iugoslava, Radnički Niš | [ 4 ] |
| 26   | Exar Rosales           | Peru        | 2003–2021 | Comerciantes Unidos, Deportivo Municipal, Atlético Minero, Los Caimanes                                                                                           | [ 10 ] [ 11 ] |
| 25   | Cristian Lucchetti     | Argentina   | 1995–2023 | Banfield, Santos Laguna, Racing, Atlético Tucumán | [ 12 ] |
| 25   | Sebastián Saja         | Argentina   | 2000–2017 | San Lorenzo, Grêmio, Racing | Marcou um gol de pênalti atuando pelo Grêmio. |
| 24   | Marco Antonio Cornez   | Chile       | 1982–1995 | Palestino | [ 4 ] |
| 24   | Gaspar Servio          | Argentina   | 2012–     | Guaraní (17), Rosario Central (4), Tacuary (1), Banfield (1), Independiente Rivadavia (1)                                                                         | [ 13 ] [ 14 ] |
| 21   | Nizami Sadigov         | Azerbaijão  |           | Turan Tovuz | [ 4 ] |
| 21   | Žarko Lučić            | Iugoslávia  | 1992–2004 | Rudar Pljevlja, Lovćen Cetinje, Budućnost Podgorica, Kom Podgorica                                                                                                | [ 4 ] |
| 20   | Vincent Enyeama        | Nigéria     | 1999–2018 | Hapoel Tel Aviv, Enyimba, Ibom Stars, Lille | Durante sua passagem pelo Hapoel Tel Aviv, Enyeama era o batedor oficial de pênaltis da equipe.                                                  |

### Entre 10 e 20 gols
| Gols | Nome                 | País       | Anos        | Equipe(s)                                                                         | Notas |
| ---- | -------------------- | ---------- | ----------- | --------------------------------------------------------------------------------- | --- |
| 19   | Wilson               | Brasil     | 2005–2024   | Figueirense, Coritiba                                                             | 17 gols de pênalti, 1 de falta e 1 de cabeça. |
| 18   | Tiago Campagnaro     | Brasil     | 2003–2017   | Portuguesa, Vasco da Gama                                                         | |
| 17   | Dimitar Ivankov      | Bulgária   | 1996–2011   | Levski Sófia, Kayserispor, Bursaspor                                              | * Pênaltis |
| 16   | Rafael Dudamel       | Venezuela  | 1989–2010   | Santa Fe, Deportivo Cali, Seleção Venezuelana                                     | [ 16 ] |
| 15   | Ante Vulić           | Croácia    | 1951–1962   | Hajduk Split                                                                      | Pênaltis (14 pelo Campeonato Iugoslavo, 1 pela Copa da Iugoslávia) |
| 15   | Fábio dos Santos     | Vietname   | 1997–2014   | Đồng Tâm Long An, Navibank Sai Gon                                                | [ 17 ] |
| 15   | Tiago Volpi          | Brasil     | 2010–       | Toluca                                                                            | Marcou seu primeiro gol em outubro de 2022, contra o Santos Laguna, pela fase final do Torneio Apertura de 2022. |
| 14   | Mario Bytyçi         | Albânia    | 2003–       | Bylis Ballshi (4), Kamza (4), Adriatiku Mamurras (1), Butrinti Sarandë (1)        | Todos de pênalti e pelo Campeonato Albanês da Segunda Divisão. Em 2013, marcou sobre Pogradeci, Gramshi, Partizani Tirana, Lushnja e Burreli; em 2015, sobre o Veleçiku Koplik; em 2018, sobre o Turbina Cërrik; em 2019, sobre o Lushnja (três vezes). |
| 14   | Nacho González       | Argentina  | 1991–2008   | Racing Club, Las Palmas                                                           | [ 19 ] |
| 14   | Kennedy Mweene       | Zâmbia     | 2003–2023   | Free State Stars, Seleção Zambiana                                                | 12 dos gols marcados por Mweene foram em cobranças de pênalti. |
| 13   | Philippe Vande Walle | Bélgica    | 1979–2000   | Sporting Charleroi, Club Brugge, Germinal Ekeren, Lierse, Eendracht Aalst         | [ 4 ] |
| 13   | Alejandro Sinisterra | Colômbia   | 1961–1971   | Cúcuta, Atlético Bucaramanga, Deportivo Cali                                      | [carece de fontes?] |
| 13   | Andrés Peláez        | Colômbia   | 1997–2017   | Junior Barranquilla, Real Cartagena, Unión Magdalena, Cúcuta, Valledupar          | Todos em cobranças de pênalti. |
| 13   | Peter Schmeichel     | Dinamarca  | 1981–2003   | Aston Villa, Brøndby, Hvidovre, Manchester United, Sporting, Seleção Dinamarquesa | * Todos com a bola rolando. Um deles foi de bicicleta. - Recorde de gols com bola rolando, atuando como goleiro (Jorge Campos fez 35, mas atuando como atacante).                                                                                       |
| 13   | Mykhaylo Burch       | Ucrânia    | 1977–2002   | Volyn Lutsk, Veres Rivne, Sokil Zolochiv                                          | Todos em cobranças de pênalti. |
| 12   | Tadeu                | Brasil     | 2013–       | Ferroviária, Goiás                                                                | |
| 12   | Hugo Suárez          | Bolívia    | 2001–       | Jorge Wilstermann, Oriente Petrolero                                              | |
| 11   | Julián Viáfara       | Colômbia   | 1996–2013   | América de Cali, Vitória, Deportes Quindío                                        | |
| 11   | Anton Švajlen        | Eslováquia | 1959?–1975? | VSS Košice                                                                        | Todos em cobranças de pênalti |
| 11   | Andriy Dykan         | Ucrânia    | 1995–2016   | Avanhard Rovenky, SKA-Energiya Khabarovsk                                         | 2 como jogador de linha (pelo Avanhard), 9 em cobranças de pênalti (pelo SKA-Energiya) |
| 10   | Imrich Stacho        | Eslováquia | 1947–1966   | Spartak Trnava                                                                    | Todos em cobranças de pênalti. Falecido em 2006. |

### Menos de 10 gols
| Gols | Nome                      | País                 | Anos                       | Equipe(s) | Notas |
| ---- | ------------------------- | -------------------- | -------------------------- | --- | --- |
| 9    | Gastón Losa               | Argentina            | 1997–2018                  | Deportes La Serena | |
| 9    | Christian Piot            | Bélgica              | 1966–1978                  | Standard Liège | [ 21 ] |
| 9    | Ekrem Aydın               | Turquia              |                            | Sivasspor, D.Ç. Divriğispor, Tokatspor, Aksarayspor | Todos marcados em cobranças de pênalti. |
| 9    | Luis Ardente              | Argentina            | 2001–                      | San Martín | Todos de pênalti. |
| 8    | Miguel Ángel Ortiz        | Argentina            | 1969–1979                  | Colón, Liverpool-URU, Montevideo Wanderers, Atlético Mineiro, Comercial-RB, Caxias | Todos marcados em cobranças de pênalti[carece de fontes?]. |
| 8    | Ernie Scattergood         | Inglaterra           | 1907–1925                  | Derby County, Bradford Park Avenue | [ 29 ] |
| 8    | Kostyantyn Starodubovskyi | Ucrânia              |                            | Dnister Ovidiopol | Todos marcados em cobranças de pênalti. |
| 8    | Alexis Viera              | Uruguai              | 1995–                      | América de Cali | [ 31 ] |
| 7    | Róbinson Zapata           | Colômbia             | 2000–2002                  | Real Cartagena | |
| 7    | Nihad Pejković            | Eslovénia            | 1991–2005                  | NK Olimpija Ljubljana | [ 32 ] |
| 7    | Andrejs Piedels           | Letónia              | 1992–2010                  | FC Pardaugava, Amstrig | [ 33 ] |
| 7    | Nico van Zoghel           | Países Baixos        | 1960–1979                  | Go Ahead Eagles, DOS | |
| 7    | Ihor Hymanych             | Ucrânia              |                            | Desna Chernihiv, FC Slavutych | Todos marcados em cobranças de pênalti. |
| 7    | Anatoly Pata              | União Soviética      |                            | Dynamo Stavropol, Kavkaztransgaz-2005 Ryzdvyany | Todos marcados em cobranças de pênalti. |
| 13   | Sebastián Viera           | Uruguai              | 2003–2023                  | Atlético Junior | 9 gols marcados em cobranças de falta e 2 de pênalti. |
| 7    | Angelo Konstantinou       | Austrália            | 2015–                      | Canberra Olympic | |
| 6    | Jean                      | Brasil               | 2020–                      | Atlético Goianiense | 1 gol marcado com bola rolando e 5 gols marcados de pênalti. |
| 6    | Enrique Bologna           | Argentina            | 2003–                      | Banfield, Alianza Lima, Unión de Santa Fe | |
| 6    | Les Pogliacomi            | Austrália            | 1994–2013                  | Wollongong Wolves | [ 36 ] |
| 6    | Alexánder Jara            | Costa Rica           | 2001-2007                  | Puntarenas, Brujas | 4 marcados em cobranças de penalti e 2 de falta. |
| 6    | Nikos Sarganis            | Grécia               | 1978–1993                  | Olympiakos, Panathinaikos | |
| 6    | Jákup Mikkelsen           | Ilhas Faroe          | 1991–2014                  | KÍ Klaksvík, Herfølge Boldklub | Todos marcados em cobranças de pênalti (4: Klaksvík, 2: Herfølge) |
| 6    | George Kitchen            | Inglaterra           | 1897–1914? (morto em 1969) | West Ham United | Todos marcados em cobranças de pênalti |
| 6    | Harry Schellekens         | Países Baixos        | 1970–1988                  | NEC, Groningen | Todos marcados em cobranças de pênalti |
| 6    | Bengt Andersson           | Suécia               | 1984–2013                  | IK Brage, Örgryte | [ 40 ] |
| 6    | Esteban Conde             | Uruguai              | 2003–                      | Danubio | |
| 6    | Johnny Herrera            | Chile                | 2011–2020                  | Universidad de Chile, Everton | [ 41 ] |
| 6    | Bruno                     | Brasil               | 2002–2010, 2020–2021       | Flamengo, Rio Branco-AC, Atlético Carioca | 3 de falta e 3 de pênalti |
| 6    | Matías Dituro             | Argentina            | 2007–                      | Bolívar, Antofagasta, Jorge Wilstermann | 4 gols de pênalti, um de falta e outro de cabeça. |
| 6    | Carlos Fenoy              | Argentina            | 1970–1988                  | Celta de Vigo, Valladolid | Goleiro com mais gols na história de La Liga (4 pelo Celta de Vigo e um pelo Valladolid, todos de pênalti)[carece de fontes?] |
| 5    | Diego Pozo                | Argentina            | 1995–2014                  | Godoy Cruz | |
| 5    | Julio César Falcioni      | Argentina            | 1976–1991                  | América de Cali | [carece de fontes?] |
| 5    | André Regly               | Brasil               | 2010-                      | Bangu | 4 gols pelo sub-20 e 1 gol profissional. |
| 5    | Víctor Loyola             | Chile                | 2001–                      | Santiago Morning | |
| 5    | Luis Gabelo Conejo        | Costa Rica           | 1981–1997                  | Ramonense | Marcados em cobranças de pênalti e falta |
| 5    | Fred Craig                | Escócia              | 1912?–1930?                | Plymouth Argyle | Todos marcados em cobranças de pênalti. |
| 5    | Lajos Szűcs               | Hungria              | 1994–2016                  | Ferencváros, Újpest | Todos marcados em cobranças de pênalti[carece de fontes?]. |
| 5    | Arnold Birch              | Inglaterra           | 1918–1929 (morto em 1964)  | Chesterfield | [ 48 ] |
| 5    | Lucidio Sentimenti        | Itália               | 1940–1959                  | Modena, Juventus, Lazio | [carece de fontes?] |
| 5    | Danilo Aceval             | Paraguai             | 1994–2007                  | Cerro Porteño, Ñublense | [ 49 ] [ 50 ] |
| 5    | Luis Barbat               | Uruguai              | 1985–2009                  | Independiente, Tolima, \|América de Cali | [carece de fontes?] |
| 4    | Etrit Berisha             | Albânia              | 2008–                      | Kalmar FF | Todos marcados em cobranças de pênalti, quando atuava pelo Kalmar FF. |
| 4    | Ezequiel Medrán           | Argentina            | 2001–                      | Cobresal | |
| 4    | Federico Vilar            | Argentina            | 2000–                      | Atlante | Incluído 1 gol marcado na CONCACAF Champions League |
| 4    | Zé Carlos                 | Brasil               | 2004–                      | Criciúma | |
| 4    | Carlos Chávez             | Colômbia             | 2003–                      | Patriotas, Atlético Bucaramanga | Todos marcados em cobranças de penalti |
| 4    | Luis Delgado              | Colômbia             | 2001–                      | Millonarios | Todos em cobranças de falta. |
| 4    | Nelson Ramos              | Colômbia             | 2011–2014                  | Millonarios | |
| 4    | Eduardo Lobos             | Chile                | 2000–2018                  | Colo-Colo, Chile Sub-20, Unión Española | 1 gol marcado atuando como atacante. |
| 4    | Cheng Xiaopeng            | China                | 2004–                      | Nanchang Hengyuan | Todos marcados em cobranças de pênalti |
| 4    | Stipe Pletikosa           | Croácia              | 1996–2016                  | HNK Hajduk Split | Todos marcados em cobranças de pênalti |
| 4    | Hamish McAlpine           | Escócia              | 1966–1989                  | Dundee United, Raith Rovers | [ 58 ] |
| 4    | Ronny Sörensson           | Suécia               |                            | Landskrona | [ 59 ] |
| 4    | Rasim Kara                | Turquia              | 1972?–1984                 | Bursaspor, Beşiktaş | Todos marcados em cobranças de pênalti |
| 4    | Serhiy Kyrienko           | Ucrânia              |                            | Metalurh Nikopol | Todos marcados em cobranças de pênalti. |
| 4    | Máximo Banguera           | Equador              | 2004–                      | Barcelona de Guayaquil | [ 62 ] |
| 4    | Léo Flores                | Brasil               | 2001-                      | Ceres, Império Serrano, Bonsucesso, Democrata-SL, Barra da Tijuca, Nacional Muriaé, Tigres do Brasil, Cabofriense, Barcelona-RJ, Duquecaxiense, São Cristóvão, Miguel Couto, Sertanense | [ 63 ] [ 64 ] [ 65 ] [ 66 ] |
| 3    | Mohamed Al-Deayea         | Arábia Saudita       | 1989–2010                  | Al-Hilal | |
| 3    | Gilbert Bodart            | Bélgica              | 1981–2002                  | Standard de Liège | [carece de fontes?] |
| 3    | Diego Gómez               | Colômbia             |                            | Deportivo Pasto | [carece de fontes?] |
| 3    | Miguel Calero             | Colômbia             | 1988–2011 (morto em 2012)  | Deportivo Cali, Pachuca | [carece de fontes?] No primeiro, pelo Deportivo Cali, foi ao meio de campo e cruzou para a área, contando com a colaboração do arqueiro adversário. Dois anos depois, também pelos verdiblancos, fez de voleio. Já com o Pachuca, onde é ídolo absoluto, marcou um de cabeça (e de boné). O mais importante, na semifinal do Clausura de 2006, quando Los Tuzos foram campeões.                 |
| 3    | Milton Patiño             | Colômbia             | 1993–2011                  | Millonarios | |
| 3    | Kim Byung-Ji              | Coreia do Sul        | 1990–2015                  | Ulsan Hyundai | Primeiro goleiro a marcar em uma partida da K-League. |
| 3    | Erick Lonnis              | Costa Rica           | 1985-2003                  | Saprissa | [ 68 ] |
| 3    | Ergilio Hato              | Curaçau              | 1946–1958                  | Curaçao | Todos marcados em cobranças de pênalti, e atuando como atacante. |
| 3    | James Raeside             | Escócia              |                            | Bury | [ 70 ] |
| 3    | Sonny Dalesandro          | Estados Unidos       | 1995-2001                  | Tulsa Roughnecks | Marcou os 3 gols atuando como atacante, durante a temporada de 1999 na USISL. |
| 3    | Noel Valladares           | Honduras             | 1996–2016                  | Motagua | |
| 3    | Jimmy Maidment            | Inglaterra           |                            | Newport County | [ 71 ] |
| 3    | Richard Gray              | Inglaterra           | 1895–1902                  | Burton Swifts | [ 72 ] |
| 3    | Antonio Rigamonti         | Itália               | 1967–1986                  | Como | [ 73 ] |
| 3    | Oscar Pérez               | México               | 1991–2019                  | México Sub-23, Cruz Azul | 1 pelo sub-23 do México, e 2 pelo Cruz Azul, de cabeça, no último minuto. E ele só tem 1.71 m (5 ft 7 1⁄2 in) de altura |
| 3    | Roger Freestone           | País de Gales        | 1986–2004                  | Swansea City, Chelsea, Newport County | [carece de fontes?]Football Club |
| 3    | Dariusz Grubba            | Polónia              |                            | Bałtyk Gdynia | Atuando como centro-avante |
| 3    | Zdeněk Jánoš              | Chéquia              | 1988–1999                  | FK Jablonec 97, Slavia Praga | Marcou dois gols jogando pelo Jablonec e um pelo Slavia. |
| 3    | Ulla-Karin Rönnlund       | Suécia               | 1996–2009                  | Umeå | Um pela seleção da Suécia Sub-23,[carece de fontes?] um no último minuto jogando pelo Umeå u um de penalti contra o Arsenal Ladies na Liga dos Campeões. |
| 3    | Pavlo Blazhaiev           | Ucrânia              |                            | Antratsyt Kirovske, CSKA Kyiv | 2 marcados em cobranças de falta, pelo Antratsyt, e 1 de cabeça no último minuto pelo CSKA. |
| 3    | Gustavo Munúa             | Uruguai              | 1997–2015                  | Nacional, Deportivo, Málaga | [carece de fontes?] |
| 3    | Jerôme Palatsi            | França               | 1989–2010                  | Vitória de Guimarães | [ 81 ] |
| 2    | Arnaud Bodart             | Bélgica              | 2015–                      | Standard Liège | |
| 2    | Andreas Köpke             | Alemanha             | 1979–2001                  | Nürnberg | Todos marcados em cobranças de pênalti |
| 2    | Jens Lehmann              | Alemanha             | 1988–2011                  | Schalke 04, Arsenal | Primeiro goleiro a fazer gol com bola rolando na Bundesliga. |
| 2    | Faouzi Chaouchi           | Argélia              | 2003–                      | JS Kabylie, ES Sétif | [ 85 ] [ 86 ] |
| 2    | Adam Federici             | Austrália            | 2003–                      | Reading | [ 87 ] [ 88 ] |
| 2    | Mark Bosnich              | Austrália            | 1989–2009                  | Aston Villa, Austrália | [ 89 ] |
| 2    | Frédéric Herpoel          | Bélgica              | 1993–2010                  | Gent | [ 90 ] |
| 2    | Deren Ibrahim             | Gibraltar            | 2008–2019                  | Dartford | [ 91 ] |
| 2    | Clemer                    | Brasil               | 1987–2009                  | Portuguesa, Internacional | [ 92 ] [ 93 ] |
| 2    | Eduardo                   | Brasil               | 1998–2011                  | Bangu, Atlético-MG | Em 2002, atuando pelo Bangu, ele marcou um gol de cabeça contra o Fluminense, que levaria os alvirrubros à decisão do Supercampeonato Carioca, mas que acabou anulado pela arbitragem sob a alegação de um toque de mão. No ano seguinte, já no Atlético Mineiro, o arqueiro mostrou que aquele lance não era de mero oportunismo, ao garantir uma vitória sobre o Juventude, também de cabeça. |
| 2    | Emerson                   | Brasil               | 2003-2021                  | Guarani | [ 95 ] [ 96 ] |
| 2    | Hiran                     | Brasil               | 1993–2004                  | Guarani, Santo André | O grande momento aconteceu no Guarani, quando buscou o empate por 3 a 3 contra o Palmeiras no Campeonato Paulista de 1997. Dois anos depois, o camisa 1 voltou a marcar, desta vez pelo Santo André. Contudo, levou o troco na saída de jogo, com Adil marcando do meio de campo para garantir o triunfo do Juventus por 2 a 1.                                                                 |
| 2    | Lauro                     | Brasil               | 2001-2019                  | Ponte Preta, Portuguesa | Lauro marcou os 2 gols de cabeça, no último minuto da partida. Ambos os gols foram marcados contra o Flamengo |
| 2    | Manga                     | Brasil               | 1955–1982                  | Internacional (1), Nacional (1) | * Em 1973, fez um gol pelo Nacional sobre o Racing de Montevidéu chutando de seu próprio arco, pelo Torneio Cidade de Montevidéu. * Em 1974, fez um gol de pênalti pelo Internacional sobre o Gaúcho de Passo Fundo pelo Campeonato Gaúcho. |
| 2    | Carlos Arias              | Colômbia             |                            | Cúcuta, Unión Magdalena | [carece de fontes?] |
| 2    | José Castaneda            | Colômbia             |                            | Atlético Nacional | [carece de fontes?] |
| 2    | Luis Fernando Fernández   | Colômbia             | 2002                       | Atlético Junior | [ 102 ] |
| 2    | Campbell Money            | Escócia              | 1981–2009                  | St. Mirren | [ 103 ] |
| 2    | Jim Brown                 | Escócia              | 1968–1989                  | Washington Diplomats, Chesterfield | [ 104 ] |
| 2    | Toni Prats                | Espanha              | 1991–2008                  | Real Betis | [carece de fontes?] |
| 2    | Bernard Lama              | França               | 1981–2001 Lille, Lens      | Todos marcados em cobranças de pênalti | |
| 2    | Tsang Man Fai             | Hong Kong            | 2009–                      | Fourway Rangers | Marcou 1 gol e deu uma assistência em sua primeira partida como profissional. |
| 2    | Subrata Pal               | Índia                | 2004–                      | Pune FC | I-League |
| 2    | Alex Stepney              | Inglaterra           | 1961–1982                  | Manchester United | [ 107 ] |
| 2    | Nikki Bull                | Inglaterra           | 2000–                      | Aldershot Town | Pênalti |
| 2    | Mabrouk Zaid              | Arábia Saudita       | 1998–2014                  | Al-Ittihad | Pênalti |
| 2    | Paul Robinson             | Inglaterra           | 1998–                      | Leeds United, Tottenham Hotspur | Cabeçada em uma cobrança de escanteio (pelo Leeds), e 1 em cobrança de falta pelo Tottenham. O chute foi dado de seu próprio campo. |
| 2    | Alan Fettis               | Irlanda do Norte     | 1988?–2007                 | Hull City | Atuando como centro-avante |
| 2    | Donovan Ricketts          | Jamaica              | 1997–2017                  | Village United | |
| 2    | Imran Mohamed             | Maldivas             | 1999–                      | New Radiant SC | Um dos gols foi na semifinal da AFC President's Cup. |
| 2    | Iván Vázquez              | México               | 2004?–                     | Necaxa | Em cobranças de falta |
| 2    | Jan van Grinsven          | Países Baixos        | 1981–1999                  | FC Den Bosch | [ 111 ] |
| 2    | Tonny van Leeuwen         | Países Baixos        | 1959-1971                  | GVAV Rapiditas | Penalti. |
| 2    | Óscar Mejía               | República Dominicana | 1999–2010                  | Seleção Dominicana | [carece de fontes?] Marcou duas vezes nas eliminatórias da Copa Ouro da CONCACAF |
| 2    | Andrey Novosadov          | Rússia               | 1989–2006                  | Torpedo Moscow | Todos marcados em cobranças de pênalti |
| 2    | Andriy Tovt               | Ucrânia              | 2003–                      | Obolon Kiev | [ 114 ] |
| 2    | Ricardo Nunes             | Portugal             | 2001–                      | Varzim | [ 115 ] |
| 2    | Oleh Suslov               | Ucrânia              | 1986–2002                  | Chornomorets Odessa | Todos marcados em cobranças de pênalti. |
| 2    | Mauro Iguatu              | Brasil               | 2007–                      | Campinense | Marcou de pênalti contra o Sousa, pela Copa do Nordeste de 2022 e contra o Atlético Cearense, pelo Campeonato Brasileiro - Série C. |
| 2    | Essam El-Hadary           | Egito                | 1993–2020                  | Al-Ahly, Al Taawon | Seu primeiro gol foi após um chute de 80 metros na Supercopa da CAF de 2002, e o segundo foi na vitória por 4 a 0 sobre o Al-Ettifaq, pelo Campeonato Saudita de 2017–18[carece de fontes?] |

### Com apenas 1 gol
| Gols | Nome                       | País                 | Anos                                  | Equipe(s)                                                                       | Notas |  |
| ---- | -------------------------- | -------------------- | ------------------------------------- | ------------------------------------------------------------------------------- | --- |  |
| 1    | Masuluke Oscarine          | África do Sul        | 2014–                                 | Baroka (1)                                                                      | Em 2016, marcou um gol de bicicleta nos acréscimos sobre o Orlando Pirates, pelo Campeonato Sul-Africano. O gol tornou-se um dos três finalistas do Prêmio FIFA Ferenc Puskás de 2017. |  |
| 1    | Arian Beqaj                | Albânia              | 1992–2011                             | OFI Creta (1)                                                                   | Em 2001, marcou um gol de cabeça nos acréscimos sobre o Paniliakos, pelo Campeonato Grego. |  |
| 1    | Blendi Nallbani            | Albânia              | 1986–2010                             | Tirana (1)                                                                      | Em 2009, marcou um gol de pênalti nos acréscimos sobre o Skënderbeu, pela Superliga Albanesa. |  |
| 1    | Edvan Bakaj                | Albânia              | 2004–                                 | Laçi (1)                                                                        | Em 2014, marcou um gol de pênalti sobre o Kastrioti Krujë, pela Superliga Albanesa. |  |
| 1    | Elvis Kotorri              | Albânia              | 1996–                                 | Elbasani (1)                                                                    | Em 2014, marcou um gol de pênalti sobre o Tomori Berat, pelo Campeonato Albanês da Segunda Divisão. |  |
| 1    | Dieter Burdenski           | Alemanha             | 1969–1991                             | Werder Bremen                                                                   | Pênalti |  |
| 1    | Frank Rost                 | Alemanha             | 1991–2011                             | Werder Bremen                                                                   | Marcou o gol de empate contra o Hansa Rostock em uma cobrança de falta. |  |
| 1    | Manuel Neuer               | Alemanha             | 2011–                                 | Bayern de Munique                                                               | |  |
| 1    | Martin Pieckenhagen        | Alemanha             | 1991–2011                             | Heracles Almelo                                                                 | [ 126 ] |  |
| 1    | Oliver Reck                | Alemanha             | 1983–2005                             | Schalke 04                                                                      | Pênalti |  |
| 1    | Philipp Tschauner          | Alemanha             | 2004–                                 | St. Pauli                                                                       | [ 128 ] |  |
| 1    | Volkmar Groß               | Alemanha             | 1967–1983                             | Tennis Borussia Berlin                                                          | Pênalti |  |
| 1    | Ralf Zumdick               | Alemanha             | 1980–1995                             | VfL Bochum                                                                      | Pênalti |  |
| 1    | Mohamed Lamine Zemmamouche | Argélia              | 2004–                                 | MC Alger                                                                        | Pênalti |  |
| 1    | Carlos Bossio              | Argentina            | 1993–2013                             | Estudiantes                                                                     | [carece de fontes?] |  |
| 1    | Carlos Munuti              | Argentina            |                                       | Once Caldas                                                                     | [carece de fontes?] |  |
| 1    | Darío Sala                 | Argentina            | 2003                                  | Deportivo Cali                                                                  | |  |
| 1    | Eduardo Alterio            | Argentina            | ?–1931–?                              | Chacarita Juniors                                                               | Primeiro goleiro a fazer um gol no futebol profissional argentino, em 1931. |  |
| 1    | Emanuel Trípodi            | Argentina            | 2002–                                 | C.A.I.                                                                          | [ 133 ] |  |
| 1    | Ezequiel Berdín            | Argentina            |                                       | Atenas de Río Cuarto                                                            | [ 134 ] |  |
| 1    | Julio Cozzi                | Argentina            | 1941–1961 morto em 2011               | Millonarios                                                                     | [carece de fontes?] |  |
| 1    | Pablo Santillo             | Argentina            |                                       | Atlanta                                                                         | |  |
| 1    | Patricio Abraham           | Argentina            |                                       | Club Atlético San Telmo                                                         | Gol de cabeça no último minuto |  |
| 1    | Roberto Bonano             | Argentina            | 1991–2008                             | River Plate                                                                     | [ 136 ] |  |
| 1    | Rodrigo Llinás             | Argentina            |                                       | Atlanta                                                                         | Pênalti |  |
| 1    | Danny Vukovic              | Austrália            | 2002–                                 | Wellington Phoenix                                                              | Pênalti |  |
| 1    | Michael Petkovic           | Austrália            | 1995–2011                             | Sivasspor                                                                       | [ 138 ] |  |
| 1    | Jörg Siebenhandl           | Áustria              | 2007–                                 | SC Wiener Neustadt                                                              | Em sua estreia na primeira divisão austríaca em 2011–12, Siebenhandl marcou de falta com 1 minuto e 21 segundos de jogo. |  |
| 1    | Jochen Bradt               | Bélgica              |                                       | J.V. De Pinte                                                                   | [carece de fontes?] |  |
| 1    | Marc de Clerck             | Bélgica              | 1970–1983                             | Aberdeen                                                                        | [ 140 ] |  |
| 1    | Silvio Proto               | Bélgica              | 1999–                                 | Germinal Beerschot                                                              | [ 141 ] |  |
| 1    | Simon Mignolet             | Bélgica              | 2006–                                 | Sint-Truiden                                                                    | Pênalti |  |
| 1    | Yuri Zhevnov               | Bielorrússia         | 1996–                                 | BATE Borisov                                                                    | [carece de fontes?] |  |
| 1    | Carlos Lampe               | Bolívia              | 2013–                                 | San José                                                                        | |  |
| 1    | Asmir Begović              | Bósnia e Herzegovina | 2005–                                 | Stoke City                                                                      | Mais rápido gol de goleiro na história, aos 30 segundos de jogo. |  |
| 1    | Bojan Tripić               | Bósnia e Herzegovina | 2002–                                 | Modriča, Čelik Zenica, Modriča, Rudar Prijedor, Mladost Velika Obarska, Modriča | |  |
| 1    | Ado                        | Brasil               | 1964–1981                             | Bragantino                                                                      | Marcou um gol de sua própria área contra o Palmeiras de São João da Boa Vista, pelo Campeonato Paulista da Série A2. |  |
| 1    | Adriano Paredão            | Brasil               | 2002–2017                             | Remo                                                                            | Marcou um gol de falta contra o Tiradentes, pelo Campeonato Paraense de 2008. |  |
| 1    | Alisson Becker             | Brasil               | 2013–                                 | Liverpool                                                                       | Em 16 de maio de 2021, Alisson marcou de cabeça para garantir uma vitória por 2–1 fora de casa contra o West Bromwich no quinto minuto do tempo de compensação, mantendo vivas as esperanças do Liverpool na qualificação para a Liga dos Campeões, e tornando-o o primeiro goleiro do Liverpool marcar um gol em qualquer competição e o primeiro dos seis goleiros artilheiros da Premier League a ter marcado um gol de cabeça. |  |
| 1    | Diego Vandré               | Brasil               |                                       | Roma Apucarana                                                                  | Marcou de falta no último minuto do jogo contra o Londrina. |  |
| 1    | Eduardo Martini            | Brasil               | 2000–                                 | Avaí                                                                            | [carece de fontes?] |  |
| 1    | Fabrício                   | Brasil               | 1999–2015                             | Castanhal                                                                       | Gol de pênalti contra a Tuna Luso, pelo Campeonato Brasileiro da Série C de 2004. |  |
| 1    | Huanderson Silva           | Brasil               | 2006-                                 | São Bernardo FC                                                                 | Gol de pênalti contra o São José EC, válido pelo Campeonato Paulista Série A3 de 2006. |  |
| 1    | Nélson                     | Brasil               | 1954                                  | Grêmio (1)                                                                      | * Em 1954, fez um gol de pênalti pelo Grêmio sobre o EC 24 de Maio, de Itaqui, em amistoso. |  |
| 1    | Saulo                      | Brasil               | 2007–                                 | Sport Recife                                                                    | Em 1 de fevereiro de 2011, após fazer o gol da vitória sobre o Vitória no Campeonato Pernambucano, Saulo foi comemorar com a torcida quando tropeçou e caiu no gramado, sofrendo uma entorse no joelho direito. |  |
| 1    | Ubirajara                  | Brasil               | 1956–1977                             | Flamengo                                                                        | Marcado em um chutão da própria área. Primeiro goleiro a fazer gol em um campeonato profissional no Brasil. |  |
| 1    | Zé Carlos                  | Brasil               | 1983–2000 morto em 2009               | Flamengo                                                                        | [ 151 ] |  |
| 1    | Ivaylo Petrov              | Bulgária             | 1992–2009                             | PFC CSKA Sofia                                                                  | [ 152 ] |  |
| 1    | Quillan Roberts            | Canadá               | 2011–                                 | Seleção Canadense Sub-17                                                        | Primeiro goleiro a marcar um gol em um torneio oficial da FIFA (Mundial Sub-17 de 2011), no empate em 2 a 2 contra a Inglaterra. |  |
| 1    | Omar Bari                  | Catar                | 2007–                                 | Al Rayyan                                                                       | Qatar Stars League |  |
| 1    | Claudio Bravo              | Chile                | 2002–                                 | Real Sociedad                                                                   | Cobrança de falta[carece de fontes?] |  |
| 1    | Nicolas Peric              | Chile                | 1998–                                 | Universidad de Concepción                                                       | [ 154 ] |  |
| 1    | Osmar Brunelli             | Chile                |                                       | Fernández Vial                                                                  | [ 49 ] |  |
| 1    | Camilo Vargas              | Colômbia             | 2007–                                 | Independiente Santa Fe                                                          | Marcou de cabeça após uma cobrança de escanteio.[carece de fontes?] |  |
| 1    | Claudio Ibarra             | Colômbia             |                                       | Once Caldas                                                                     | [carece de fontes?] |  |
| 1    | Elkin Granados             | Colômbia             | 2004–                                 | Real Santander                                                                  | Pênalti |  |
| 1    | Faryd Mondragón            | Colômbia             | 1990–2014                             | Independiente                                                                   | [ 156 ] |  |
| 1    | Gabriel Ochoa Uribe        | Colômbia             | 1949–1955                             | Millonarios                                                                     | Jogando como atacante. |  |
| 1    | Jaime Deluque              | Colômbia             |                                       | Unión Magdalena                                                                 | [carece de fontes?] |  |
| 1    | José Ramiro Sánchez        | Colômbia             | 2014–                                 | Jaguares de Córdoba                                                             | Cobrança de falta |  |
| 1    | Neco Martinez              | Colômbia             | 2001–                                 | Colômbia                                                                        | [ 157 ] |  |
| 1    | Osvaldo Ayala              | Colômbia             |                                       | Independiente Medellín                                                          | [carece de fontes?] |  |
| 1    | Pedro Rodríguez            | Colômbia             |                                       | Deportivo Pereira                                                               | [carece de fontes?] |  |
| 1    | Barel Mouko                | Congo                | 1999–                                 | República do Congo                                                              | Marcou de pênalti contra a Suazilândia (atual Essuatíni) pelas eliminatórias da Copa das Nações Africanas de 2012 |  |
| 1    | Choi Eun-sung              | Coreia do Sul        | 1997–                                 | Daejeon Citizen                                                                 | Gol de falta. Único goleiro a fazer gol na Liga dos Campeões da AFC até hoje |  |
| 1    | Jung Sung-Ryong            | Coreia do Sul        | 2003–                                 | Coreia do Sul Sub-23                                                            | [ 160 ] |  |
| 1    | Kwon Jung-Hyuk             | Coreia do Sul        | 2001–                                 | Incheon United                                                                  | [ 161 ] |  |
| 1    | Lee Yong-Bal               | Coreia do Sul        | 1994–2006                             | Bucheon SK                                                                      | Pênalti |  |
| 1    | Seo Dong-Myung             | Coreia do Sul        | 1996–2008                             | Jeonbuk Hyundai Motors                                                          | Cabeçada |  |
| 1    | Boubacar Barry             | Costa do Marfim      | 2000–2017                             | Lokeren                                                                         | |  |
| 1    | Alejandro González Rojas   | Costa Rica           |                                       | Alajuelense                                                                     | Pênalti. |  |
| 1    | Alexis Rojas               | Costa Rica           |                                       | Alajuelense                                                                     | Cobrança de falta |  |
| 1    | Álvaro Mesén               | Costa Rica           | 1992–2010                             | Alajuelense                                                                     | Pênalti. |  |
| 1    | Frank Carrillo             | Costa Rica           |                                       | San Carlos                                                                      | Pênalti. |  |
| 1    | Juan Carlos Alfaro         | Costa Rica           |                                       | Municipal Puntarenas                                                            | Cobrança de falta |  |
| 1    | Kevin Stewart              | Costa Rica           |                                       | Limonense                                                                       | [ 9 ] |  |
| 1    | Manuel Solano              | Costa Rica           |                                       | San Carlos                                                                      | [ 9 ] |  |
| 1    | Román González             | Costa Rica           |                                       | Ramonense                                                                       | [ 9 ] |  |
| 1    | Víctor Monge               | Costa Rica           |                                       | Cartaginés                                                                      | Pênalti. |  |
| 1    | Jakob Køhler Hansen        | Dinamarca            |                                       | Boldklubben Frem                                                                | Gol de bicicleta no último minuto. |  |
| 1    | Martin Hansen              | Dinamarca            |                                       | ADO Den Haag (1)                                                                | Em 2015, marcou um gol de letra nos acréscimos sobre o PSV Eindhoven, pelo Campeonato Holandês. |  |
| 1    | Lars Windfeld              | Dinamarca            |                                       | AGF                                                                             | Marco coutra o Odense Boldklub em 1995 . |  |
| 1    | Damián Lanza               | Equador              | 2002–                                 | Deportivo Cuenca                                                                | Chute de sua meta |  |
| 1    | Andy Goram                 | Escócia              | 1981–2004 (falecido em 2022)          | Hibernian                                                                       | [ 166 ] |  |
| 1    | Charlie Kelly              | Escócia              |                                       | East Stirlingshire                                                              | [ 167 ] |  |
| 1    | David Crawford             | Escócia              |                                       | Arbroath                                                                        | [ 168 ] |  |
| 1    | George Farm                | Escócia              | 1947–1964 morto em 2004               | Blackpool                                                                       | [ 169 ] |  |
| 1    | George Wood                | Escócia              | 1970–1997                             | East Stirlingshire                                                              | Marcou contra o Queen of the South em 9 de janeiro de 1971. |  |
| 1    | Iain Turner                | Escócia              | 2002–                                 | Preston North End                                                               | Pênalti. |  |
| 1    | John Martin                | Escócia              | 1980–2001                             | Airdrieonians                                                                   | [ 172 ] |  |
| 1    | Keith MacRae               | Escócia              |                                       | Motherwell                                                                      | [ 173 ] |  |
| 1    | Peter McSevich             | Escócia              |                                       | Bournemouth                                                                     | [ 174 ] |  |
| 1    | Marian Kelemen             | Eslováquia           | 1999–                                 | Śląsk Wrocław                                                                   | Pênalti. |  |
| 1    | Norbert Juračka            | Eslováquia           |                                       | FK Dukla Banská Bystrica                                                        | [ 26 ] |  |
| 1    | Andrés Palop               | Espanha              | 1993–2014                             | Sevilla                                                                         | Marcou o gol de empate contra o Shakhtar Donetsk pelas oitavas-de-final da Copa da UEFA de 2006–07, levando o jogo para a prorrogação. |  |
| 1    | Daniel Aranzubia           | Espanha              | 1996–2015                             | Deportivo La Coruña                                                             | Marcou de cabeça o gol de empate por 1–1 com o Almería, em 2011. |  |
| 1    | David Cobeño               | Espanha              | 2000–                                 | Rayo Vallecano                                                                  | [carece de fontes?] |  |
| 1    | Eloy Casals                | Espanha              | 2014–                                 | FC Santa Coloma                                                                 | [ 177 ] |  |
| 1    | Iago Herrerín              | Espanha              |                                       | Atlético de Madrid B                                                            | Marcou o gol da vitória por 3 a 2 sobre o Getafe B em janeiro de 2011 |  |
| 1    | Nauzet                     | Espanha              |                                       | Fuerteventura                                                                   | [ 179 ] |  |
| 1    | Adin Brown                 | Estados Unidos       | 2000–                                 | Aalesund                                                                        | He scored after a throw in by Lasse Olsen when they were in overtime. |  |
| 1    | Brad Friedel               | Estados Unidos       | 1994–2015                             | Blackburn Rovers                                                                | [ 181 ] |  |
| 1    | Danny Cepero               | Estados Unidos       | 2007–2010                             | New York Red Bulls                                                              | [ 182 ] |  |
| 1    | David Bingham              | Estados Unidos       | 2011–                                 | San José Earthquakes                                                            | [ 183 ] |  |
| 1    | Tally Hall                 | Estados Unidos       | 2006–                                 | Houston Dynamo                                                                  | Scored in 2009-10 CONCACAF Champions League against Isidro Metapán on 23 October 2009. |  |
| 1    | Tim Howard                 | Estados Unidos       | 1997–2020                             | Everton                                                                         | Marcou um gol contra o Bolton Wanderers, após um desvido provocado pelo vento, sendo o quarto goleiro a balançar a redes desde a criação da Premier League em 1992. |  |
| 1    | William Hesmer             | Estados Unidos       | 2004–2012                             | Columbus Crew                                                                   | Jogando como atacante. |  |
| 1    | Zachary Kane               | Estados Unidos       | 2013–                                 | Baltimore Bohemians                                                             | [ 186 ] |  |
| 1    | Mart Poom                  | Estónia              | 1988–2009                             | Sunderland                                                                      | Gol de cabeça no último minuto. |  |
| 1    | Ali Ahamada                | Comores              | 2010–                                 | Toulouse                                                                        | Marcou de cabeça o gol de empate por 2 a 2 contra o Rennes, em setembro de 2012. |  |
| 1    | Grégory Wimbée             | França               | 1992–2011                             | Nancy                                                                           | [ 189 ] |  |
| 1    | Jyrki Rovio                | Finlândia            |                                       | KuPS                                                                            | [ 190 ] |  |
| 1    | Lassi Hurskainen           | Finlândia            | 2006–2012?                            | Soccer Club Riverball                                                           | [ 191 ] |  |
| 1    | Pa Dembo Tourray           | Gâmbia               | 2000–2016                             | Djurgårdens IF                                                                  | Pênalti. |  |
| 1    | Richard Kingson            | Gana                 | 1995–2015                             | Seleção Ganesa                                                                  | [ 194 ] |  |
| 1    | Oceania                    | Brasil               |                                       | Juventus                                                                        | Na partida contra o São Bento, em São Caetano do Sul, repôs a bola em jogo e seu chute encobriu Seco, o goleiro da equipe mandante, sendo o primeiro atleta brasileiro da posição a marcar um gol com bola rolando. |  |
| 1    | Alexandros Kasmeridis      | Grécia               | 2006–                                 | Asteras Magoula F.C.                                                            | Gol de cabeça no último minuto. |  |
| 1    | Elias Atmatsidis           | Grécia               | 1989–2005                             | AEK                                                                             | Pênalti |  |
| 1    | Andrew Lonergan            | Inglaterra           | 2000–                                 | Preston North End                                                               | [ 197 ] |  |
| 1    | Arthur Bown                | Inglaterra           |                                       | Halifax Town                                                                    | [ 198 ] |  |
| 1    | Arthur Box                 | Inglaterra           | 1903–1911? morto em 1960              | Burslem Port Vale                                                               | [ 198 ] |  |
| 1    | Ashley Bayes               | Inglaterra           | 1990–                                 | Grays Athleitc                                                                  | [ 199 ] |  |
| 1    | Benjamin Howard Baker      | Inglaterra           | 1913–1929 Morto em 1987, aos 95 anos. | Chelsea                                                                         | [ 200 ] |  |
| 1    | Charlie Williams           | Inglaterra           | 1891–1905 morto em 1952               | Manchester City                                                                 | Primeiro goleiro a marcar gol em uma partida oficial, fazendo-o com a bola rolando, em um balão. |  |
| 1    | Chris MacKenzie            | Inglaterra           | 1993–2012                             | Hereford United                                                                 | [ 202 ] |  |
| 1    | Chris Weale                | Inglaterra           | 2000–                                 | Yeovil Town                                                                     | [ 203 ] |  |
| 1    | Eric Lindon                | Inglaterra           |                                       | Merthyr Town                                                                    | [ 204 ] |  |
| 1    | Frank Moss                 | Inglaterra           | 1928–1937 morto em 1970               | Arsenal                                                                         | [ 205 ] |  |
| 1    | Gavin Ward                 | Inglaterra           | 1987–2011                             | Tranmere Rovers                                                                 | [ 206 ] |  |
| 1    | Harry Dowd                 | Inglaterra           | 1961–1974                             | Manchester City                                                                 | [ 207 ] |  |
| 1    | Iain Hesford               | Inglaterra           | 1977–1998                             | Maidstone United                                                                | [ 208 ] |  |
| 1    | Jimmy Glass                | Inglaterra           | 1991–2001                             | Carlisle United                                                                 | Evitou o rebaixamento de seu time ao marcar um gol no último minuto. |  |
| 1    | John Joyce                 | Inglaterra           | 1896–1920 morto em 1956               | Tottenham Hotspur                                                               | Penalty |  |
| 1    | Kay Hawke                  | Inglaterra           | 2000–2012                             | Lincoln Ladies                                                                  | [ 211 ] |  |
| 1    | Mark Oxley                 | Inglaterra           | 2007–                                 | Hibernian                                                                       | [ 212 ] |  |
| 1    | Matt Glennon               | Inglaterra           | 1997–                                 | St. Johnstone                                                                   | [ 213 ] |  |
| 1    | Matt Gregg                 | Inglaterra           | 1995–2011                             | University College Dublin                                                       | [ 214 ] |  |
| 1    | Paul Smith                 | Inglaterra           | 1998–2016                             | Nottingham Forest                                                               | Aos 23 segundos do primeiro tempo do jogo entre Leicester e Nottingham Forest, Paul Smith fez o gol após um pedido dos Foxes, como forma de agradecimento à recuperação do zagueiro Clive Clarke, que havia sofrido um problema cardíaco na primeira partida. |  |
| 1    | Peter Keen                 | Inglaterra           | 1995–2009                             | Carlisle United                                                                 | [ 216 ] |  |
| 1    | Peter Shilton              | Inglaterra           | 1966–1997                             | Leicester City                                                                  | [ 217 ] |  |
| 1    | Ray Cashley                | Inglaterra           | 1970–1986?                            | Bristol City                                                                    | [ 218 ] |  |
| 1    | Scott Flinders             | Inglaterra           | 2004–                                 | Hartlepool United                                                               | [ 219 ] |  |
| 1    | Steve Ogrizovic            | Inglaterra           | 1977–2000                             | Coventry City                                                                   | [ 220 ] |  |
| 1    | Steve Sherwood             | Inglaterra           | 1971–1997                             | Watford                                                                         | [ 217 ] |  |
| 1    | Tom Sullivan               | Inglaterra           | 1998–2000                             | Tonbridge Angels                                                                | Marcou um gol de sua própria área em 1999. |  |
| 1    | Tommy Thorpe               | Inglaterra           |                                       | Barnsley                                                                        | [ 221 ] |  |
| 1    | Simione Tamanisau          | Fiji                 | 2004–                                 | Rewa                                                                            | [ 222 ] |  |
| 1    | Ahmad Reza Abedzadeh       | Irã                  | 1985–2001                             | Persepolis                                                                      | |  |
| 1    | Ebrahim Mirzapour          | Irã                  | 1997–2011                             | Foolad                                                                          | |  |
| 1    | Jim McDonagh               | Irlanda              | 1970–1988                             | Bolton Wanderers                                                                | [ 223 ] |  |
| 1    | Alan Mannus                | Irlanda do Norte     | 2000–                                 | Linfield                                                                        | [ 224 ] |  |
| 1    | Bert Mehaffy               | Irlanda do Norte     |                                       | New Brighton                                                                    | [ 225 ] |  |
| 1    | Pat Jennings               | Irlanda do Norte     | 1963–1986                             | Tottenham Hotspur                                                               | Marcou contra o Manchester United na Supercopa da Inglaterra de 1967. |  |
| 1    | Alberto Brignoli           | Itália               | 2009–                                 | Benevento                                                                       | Gol de cabeça aos 49 minutos do segundo tempo, no jogo contra o Milan. |  |
| 1    | Marco Amelia               | Itália               | 2000–                                 | Livorno                                                                         | Primeiro goleiro a fazer um gol em competições europeias. |  |
| 1    | Massimo Taibi              | Itália               | 1987–2009                             | Reggina                                                                         | [ 228 ] |  |
| 1    | Michelangelo Rampulla      | Itália               | 1979–2002                             | Cremonese                                                                       | [ 89 ] |  |
| 1    | Yuki Takita                | Japão                | 1990–2000                             | Urawa Red Diamonds                                                              | Primeiro goleiro a marcar um gol na J. League. |  |
| 1    | Germans Māliņš             | Letónia              | 2009–                                 | Skonto FC                                                                       | Marcou aos 94 minutos após uma cobrança de escanteio. |  |
| 1    | Khalid Fouhami             | Marrocos             | 1991–2010                             | FC Dinamo Bucureşti                                                             | Pênalti |  |
| 1    | Mohd Syamsuri Mustafa      | Malásia              | 2002–2009                             | Malásia Sub-23                                                                  | |  |
| 1    | Alfredo Talavera           | México               | 2013–                                 | Toluca                                                                          | Pênalti |  |
| 1    | Félix Madrigal             | México               | 1981–1991                             | Monarcas Morelia                                                                | |  |
| 1    | Jesús Contreras            | México               |                                       | Monterrey                                                                       | [carece de fontes?] |  |
| 1    | Moisés Muñoz               | México               | 1999–2018                             | América                                                                         | Gol de cabeça no minuto 92, que garantiu o empate |  |
| 1    | Oswaldo Sánchez            | México               | 1993–2014                             | Chivas Guadalajara                                                              | [ 231 ] |  |
| 1    | Darko Božović              | Montenegro           | 1996–                                 | Bežanija                                                                        | [ 232 ] |  |
| 1    | Denis Espinoza             | Nicarágua            | 2002–                                 | Seleção Nicaraguense                                                            | Pênalti |  |
| 1    | Peter Rufai                | Nigéria              | 1980–2000                             | Nigéria                                                                         | Gol de pênalti contra a Etiópia pelas eliminatórias da Copa das Nações Africanas de 1994 |  |
| 1    | Gudmund Taksdal Kongshavn  | Noruega              | 2009–                                 | Vålerenga                                                                       | Marcou de cabela o gol de empate por 2 a 2 com o Viking FK |  |
| 1    | Kenny Simpkins             | País de Gales        | 1962–1969                             | Hartlepool United                                                               | Jogando como atacante. |  |
| 1    | Mark Crossley              | País de Gales        | 1989–2015                             | Sheffield Wednesday                                                             | [ 236 ] |  |
| 1    | Tony Roberts               | País de Gales        | 1987–2012                             | Dagenham & Redbridge                                                            | [ 237 ] |  |
| 1    | Dré Saris                  | Países Baixos        | 1948-1958                             | BVV                                                                             | Primeiro goleiro a fazer um gol na Eredivisie. |  |
| 1    | Edwin van der Sar          | Países Baixos        | 1990–2011                             | Ajax                                                                            | Pênalti |  |
| 1    | Eric Viscaal               | Países Baixos        | 1986–2006                             | AA Gent                                                                         | Após a expulsão de seu goleiro, o Gent não poderia fazer mais substituições e Viscaal, que jogava como atacante, foi para o gol. 1 minuto após defender um pênalti, marcou um gol da mesma forma. |  |
| 1    | Erik Cummins               | Países Baixos        | 2014-                                 | Go Ahead Eagles                                                                 | [ 240 ] |  |
| 1    | Frans Hoek                 | Países Baixos        | 1973-1985                             | FC Volendam                                                                     | [ 39 ] |  |
| 1    | Jan Nijhuis                | Países Baixos        | 1962                                  | Sportclub Enschede                                                              | [ 39 ] |  |
| 1    | Oscar Zijlstra             | Países Baixos        | 1979–1987                             | SC Cambuur                                                                      | [ 241 ] |  |
| 1    | Raimond van der Gouw       | Países Baixos        | 1985–2007                             | AGOVV                                                                           | Em seu último jogo como atleta, aos 44 anos, Van der Gouw marcou um gol de pênalti.[carece de fontes?] |  |
| 1    | Rein van Duijnhoven        | Países Baixos        | 1987–2006                             | MVV                                                                             | [ 242 ] |  |
| 1    | Wim de Ron                 | Países Baixos        |                                       | SC Cambuur                                                                      | Pênalti |  |
| 1    | Ever Hugo Almeida          | Paraguai             | 1967–1991                             | Olimpia                                                                         | [carece de fontes?] |  |
| 1    | Ronald Warisan             | Papua-Nova Guiné     | 2008–                                 | Lae City Dwellers                                                               | [ 244 ] |  |
| 1    | Artur Boruc                | Polónia              | 1998–                                 | Legia Varsóvia                                                                  | Pênalti |  |
| 1    | Daniel Mićić               | Polónia              |                                       | TS Parzyce                                                                      | Pênalti |  |
| 1    | Kazimierz Sidorczuk        | Polónia              | 1985–2006                             | Kapfenberger SV                                                                 | [ 247 ] |  |
| 1    | Krzysztof Pilarz           | Polónia              | 1999–                                 | Pogoń Szczecin                                                                  | Pênalti. |  |
| 1    | Mirosław Warzecha          | Polónia              |                                       | Górnik Zabrze                                                                   | Pênalti |  |
| 1    | Acúrcio                    | Portugal             | 1955–1961                             | Porto                                                                           | [ 250 ] |  |
| 1    | Nuno Espírito Santo        | Portugal             | 1992–2010                             | Porto                                                                           | [ 251 ] |  |
| 1    | Riça                       | Portugal             |                                       | Vizela                                                                          | [ 252 ] |  |
| 1    | Ricardo                    | Portugal             | 1993–2015                             | Boavista                                                                        | |  |
| 1    | Karel Hopšil               | Chéquia              |                                       | FC Baník Ostrava                                                                | [ 26 ] |  |
| 1    | Petr Kouba                 | Chéquia              | 1988–2005                             | Sparta Prague                                                                   | Pênalti |  |
| 1    | Radek Černý                | Chéquia              | 1995–                                 | SK Slavia Prague                                                                | [ 253 ] |  |
| 1    | Radek Sňozík               | Chéquia              | 1993–2013                             | Bohemians 1905                                                                  | Pênalti. |  |
| 1    | Vladimir Stojković         | Sérvia               | 2001–                                 | Partizan                                                                        | Gol de pênalti contra o BSK Borča em 11 de agosto de 2012 |  |
| 1    | Åke Richardsson            | Suécia               |                                       | IFK Sundsvall                                                                   | Pênalti |  |
| 1    | Hampus Nilsson             | Suécia               |                                       | IFK Värnamo                                                                     | Pênalti |  |
| 1    | Jan Möller                 | Suécia               | 1971–1993                             | Malmö FF                                                                        | Pênalti |  |
| 1    | Jonnie Fedel               | Suécia               | 1986–2006                             | Malmö FF                                                                        | |  |
| 1    | Mattias Asper              | Suécia               | 1993–2015                             | Mjällby AIF                                                                     | Gol de cabeça aos 93 minutos de jogo contra o Häcken em 2010. |  |
| 1    | Pär Hansson                | Suécia               | 2005–                                 | Helsingborgs IF                                                                 | Pênalti |  |
| 1    | Richard Richardsson        | Suécia               |                                       | Örebro                                                                          | Gol de cabeça aos 91 minutos de jogo contra o Malmö FF em 2007. |  |
| 1    | Stig Olsson                | Suécia               |                                       | Sandvikens IF                                                                   | Gol de pênalti contra o Malmö FF em 1961, sendo o primeiro goleiro a fazê-lo na Allsvenskan. |  |
| 1    | Eldin Jakupović            | Suíça                | 2004–                                 | Grasshopper                                                                     | [ 258 ] |  |
| 1    | Erich Burgener             | Suíça                | 1969–1987                             | Lausanne                                                                        | [ 259 ] |  |
| 1    | Marwin Hitz                | Suíça                | 2005–                                 | FC Augsburg                                                                     | [ 260 ] |  |
| 1    | René Borkovic              | Suíça                |                                       | Seleção Suíça                                                                   | [ 261 ] [ 262 ] |  |
| 1    | Roger Berbig               | Suíça                | 1971–1984                             | Grasshopper                                                                     | [ 263 ] |  |
| 1    | Hamdi Kasraoui             | Tunísia              | 2002–                                 | Esperance Sportive de Tunis                                                     | [carece de fontes?] |  |
| 1    | Sinan Bolat                | Turquia              | 2005–                                 | Standard Liège                                                                  | [ 264 ] [ 265 ] |  |
| 1    | Yevhen Borovyk             | Ucrânia              | 2003–                                 | Kryvbas Kryvyi Rih                                                              | Gol de cabeça no último minuto |  |
| 1    | Yevhen Deineko             | Ucrânia              |                                       | Dnipro Cherkasy                                                                 | Marcou um gol diretamente de sua própria área |  |
| 1    | Daniel Francovig           | Uruguai              |                                       | Deportivo Táchira                                                               | [ 267 ] |  |
| 1    | Fernando Muslera           | Uruguai              | 2004–                                 | Galatasaray                                                                     | De pênalti, contra o Manisaspor. |  |
| 1    | Martín Silva               | Uruguai              | 2002–                                 | Olimpia                                                                         | De pênalti, contra o Club Sol de América. |  |
| 1    | Bruce Grobbelaar           | Zimbabwe             | 1973–2007                             | Crewe Alexandra                                                                 | [ 269 ] |  |
| 1    | Denis Onyango              | Uganda               | 2004–                                 | Supersport United                                                               | |  |
| 1    | Arnaud Bodart              | Bélgica              | 2015–                                 | Standard Liège                                                                  | |  |
| 1    | Vagner                     | Brasil               | 2017–                                 | São Bernardo                                                                    | Jogando como atacante na primeira rodada do Campeonato Paulista Sub-20. |  |
| 1    | Oliver Thorup Børner       | Dinamarca            | 2019–                                 | AB                                                                              | |  |
| 1    | Marko Dmitrović            | Sérvia               | 2010–                                 | Eibar                                                                           | . |  |
| 1    | Zdeněk Zlámal              | Chéquia              | 2002–2021                             | Bohemians Praga                                                                 | Primeiro goleiro a fazer um gol no Campeonato Tcheco que não foi de pênalti. |  |
| 1    | Tom King                   | Inglaterra           | 2014–                                 | Newport County                                                                  | Tornou-se o jogador com o gol feito de mais longe (96,01 metros), após bater um tiro de meta na partida contra o Cheltenham Town, pela League Two |  |
| 1    | Yassine Bounou             | Marrocos             | 2011–                                 | Sevilla                                                                         | . |  |
| 1    | Wuilker Faríñez            | Venezuela            | 2011–                                 | Venezuela Sub-20                                                                | Marcou de pênalti na Copa do Mundo Sub-20 de 2017. |  |
| 1    | Riccardo Gagno             | Itália               | 2013–                                 | Modena                                                                          | Durante o jogo contra o Imolese, pela Série C italiana, chutou da própria área e garantiu a vitória de seu time por 2 a 1. |  |
| 1    | Milan Borjan               | Canadá               | 2008–                                 | Estrela Vermelha                                                                | Gol de pênalti contra o Voždovac pela última rodada do Campeonato Sérvio de 2021–22. |  |
| 1    | Evandro Gigante            | Brasil               | 2010–                                 | Rio Branco-AC                                                                   | Marcou um gol de cabeça no empate por 2 a 2 com o Amazonas FC, pelo Campeonato Brasileiro da Série D. |  |
| 1    | Arthur Augusto             | Brasil               | 2017–                                 | Feirense                                                                        | . |  |
| 1    | Kai McKenzie-Lyle          | Guiana               | 2016–                                 | Guiana                                                                          | Marcou um gol de cabeça em sua primeira partida pela Seleção Guianense. |  |
| 1    | Santiago Ramírez           | México               |                                       | Atlético Morelia                                                                | Marcou um gol chutando de sua própria área, no jogo contra o Celaya, pela Segunda Divisão mexicana. |  |
| 1    | Rafael Cammarota           | Brasil               | 1974–1995                             | Coritiba                                                                        | Gol de pênalti contra o Operário, pelo Campeonato Paranaense de Futebol de 1992. |  |

### Curiosidades
- O inglês Charlie Williams foi o primeiro goleiro a marcar gol em uma partida oficial, no dia 14 de abril de 1900.[201]
- Em novembro de 2013, o bósnio Asmir Begović fez o gol de goleiro mais rápido da história do futebol, com apenas 13 seg de jogo.[279]
- Apenas em 2011, Rogério Ceni não foi o goleiro com mais gols no Campeonato Brasileiro. Ele terminou a competição com 2, 1 atrás do goleiro Márcio Souza, do Atlético-GO.[280]
- Nunca houve um gol de goleiro em uma Copa do Mundo. Gol contra no entanto foram dois: de Andoni Zubizarreta, da Espanha, em 1998, e de Noel Valladares, de Honduras, em 2014.

## Outros esportes

### Futebol de salão
No futsal, por conta da quadra ser menor, é muito comum gols de goleiro. Talvez os mais famosos deles sejam os brasileiros: 
- Diego Roncaglio, que, por algumas rodadas, chegou a ser artilheiro da maior liga nacional de futsal.[281]
- Guitta, que marcou muitos gols pelas todas as suas equipes; ele também bateu o recorde da Superliga Russa de Futsal dos gols feitos do goleiro na única temporada, fazendo 15 gols na época 2023-24 contra o recorde anterior de 9.
- Leo Higuita, um brasileiro naturalizado do Cazaquistão.

### Handebol
- François Chapon - atuando pelo US Ivry, contra o Chambéry Savoie, pela Liga Francesa de Handebol. Ele fez uma defesa à queima-roupa, com a perna, salvando sua equipe de sofrer o que seria o sexto gol na partida. A bola o atingiu com tanta violência, que atravessou toda a extensão da quadra e encobriu o goleiro do Chambéry, marcando o oitavo gol do Ivry na partida e, no mesmo lance, abrindo para três gols uma diferença que se tornaria de um, caso François não tivesse feito a defesa.[282]

### Hóquei no gelo
No hóquei no gelo, se um jogador de linha arremessa o "puck", o goleiro rebate e ela entra no gol adversário, é considerado gol contra do arremessador.
| Goleiro            | Equipe              | Temporada     | Data                    | Adversário          | Goleiro adversário | Jogador que marcou o gol contra | Placar Final | Notas          |
| ------------------ | ------------------- | ------------- | ----------------------- | ------------------- | ------------------ | ------------------------------- | ------------ | -------------- |
| Billy Smith        | New York Islanders  | 1979–80       | 28 de novembro de 1979  | Colorado Rockies    | Bill McKenzie      | Rob Ramage                      | 4–7          | 44:50, DP      |
| Ron Hextall        | Philadelphia Flyers | 1987–88       | 8 de dezembro de 1987   | Boston Bruins       | Reggie Lemelin     | SOG                             | 5–2          | 58:48          |
| Ron Hextall (2)    | Philadelphia Flyers | 1989 playoffs | 11 de abril de 1989     | Washington Capitals | Pete Peeters       | SOG                             | 8–5          | 58:58, SHG     |
| Chris Osgood       | Detroit Red Wings   | 1995–96       | 6 de março de 1996      | Hartford Whalers    | Sean Burke         | SOG                             | 4–2          | 59:49          |
| Martin Brodeur     | New Jersey Devils   | 1997 playoffs | 17 de abril de 1997     | Montreal Canadiens  | Jocelyn Thibault   | SOG                             | 5–2          | 59:15          |
| Damian Rhodes      | Ottawa Senators     | 1998–99       | 2 de janeiro de 1999    | New Jersey Devils   | Martin Brodeur     | Lyle Odelein                    | 6–0          | 08:14, DP      |
| Martin Brodeur (2) | New Jersey Devils   | 1999–2000     | 15 de fevereiro de 2000 | Philadelphia Flyers | Brian Boucher      | Daymond Langkow                 | 4–2          | 49:43, GWG, DP |
| Jose Theodore      | Montreal Canadiens  | 2000–01       | 2 de janeiro de 2001    | New York Islanders  | John Vanbiesbrouck | SOG                             | 3–0          | 59:51          |
| Evgeni Nabokov     | San Jose Sharks     | 2001–02       | 10 de março de 2002     | Vancouver Canucks   | Peter Skudra       | SOG                             | 7–4          | 59:12, PPG     |
| Mika Noronen       | Buffalo Sabres      | 2003–04       | 14 de fevereiro de 2004 | Toronto Maple Leafs | Trevor Kidd        | Robert Reichel                  | 6–4          | 59:17          |
| Chris Mason        | Nashville Predators | 2005–06       | 15 de abril de 2006     | Phoenix Coyotes     | David LeNeveu      | Geoff Sanderson                 | 5–1          | 50:47, DP      |
| Cam Ward           | Carolina Hurricanes | 2011–12       | 26 de dezembro de 2011  | New Jersey Devils   | Johan Hedberg      | Ilya Kovalchuk                  | 4–2          | 59:30          |
| Martin Brodeur (3) | New Jersey Devils   | 2012–13       | 21 de março de 2013     | Carolina Hurricanes | Dan EllisA         | Jordan Staal                    | 4–1          | 03:54, PPG, DP |
| Mike Smith         | Phoenix Coyotes     | 2013–14       | 19 de outubro de 2013   | Detroit Red Wings   | Jimmy Howard       | SOG                             | 5–2          | 59:59B         |

Entre parênteses, o número de gols marcados.